# 村上弘
村上弘（日语：／ Murakami Hiromu，1921年9月24日—2007年3月22日），日本政治人物，是日本共产党第三任委员长，原日本邮政工会大阪地区协会会长，在1972年的众议院议员选举中当选大阪选区众议院议员，前后共担任4届大阪第3选区的众议院议员。

## 生平
1921年，村上弘出生于廣島縣因島市（今尾道市），是10个孩子中的第5个，毕业于递信省递信官吏学校行政科。第二次世界大战期间，村上弘在广岛服役，1947年加入日本共产党。1948年，他被指控为阪神教育事件的策划者，被以违反占领政策的罪名投入大阪监狱服刑一年零八个月。1950年日共分裂时，他属于所感派。此后，他担任日本共产党大阪府委员会委员长，并于1972年在大阪第3区当选众议院议员。此外，他先后担任日本全国和平、民主与创新协会代表委员，以及日本共产党国会对策委员长、政策委员会主任和干部会副委员长等职。
1987年4月，日共委员长不破哲三因心脏病住院，村上弘任代理委员长，并在11月当选中央委员会委员长。他对外承认韩国并派驻一名《赤旗報》记者，对内则修改了日共的一些政策。1989年2月，村上弘在滋贺县的一次演讲中突发脑血管疾病，留下了眼肌麻痹的后遗症，遂于5月29日辞去委员长一职，日共领导人宮本顯治本委任金子满广出任代理委员长，但6月8日的中央委员会第五次全体会议上，委员会最终决定由不破哲三回任委员长一职。
辞去委员长职务后，村上弘从党内所有职务上退休，2年后卸任众议院议员。2007年3月，村上弘因肺炎在大阪一家医院去世，享壽85岁。
日本前众议院议员大森猛曾担任村上弘的秘书。

## 著作
- 《以日本和世界的进步为目标》（日语：日本と世界の進歩をめざして），新日本出版社（日语：新日本出版社）出版，1989年
- 《七十年代政治革新之路 革新大阪府政的成果与课题》（日语：七〇年代政治革新への道 革新大阪府政の成果と課題），汐文社（日语：汐文社）出版，1972年
- 《人民议会主义与政治创新之路》（日语：人民的議会主義と政治革新の道），刊行委員会出版
- 《大家充满了青春》（日语：みんなせい一ぱいの青春），日本共产党大阪府委員会出版